# 道下大樹
道下大樹（1975年12月24日—），是一位日本的政治人物，所屬政黨為立憲民主黨，2017年10月起就任眾議院議員。

## 外部連結
- 官方网站 （日語）
- 道下大樹的X（前Twitter）
- 道下大樹的Facebook專頁